# Nemeskéri-Kiss-kúria
A Nemeskéri-Kiss-kúria, a Nemeskéri Kiss család egykori rezidenciája Gödön áll, az 1848–49-es honvédsereg ezredeséről elnevezett Nemeskéri-Kiss Miklós u. 33. alatt (bejárat az Alagút utca felől).

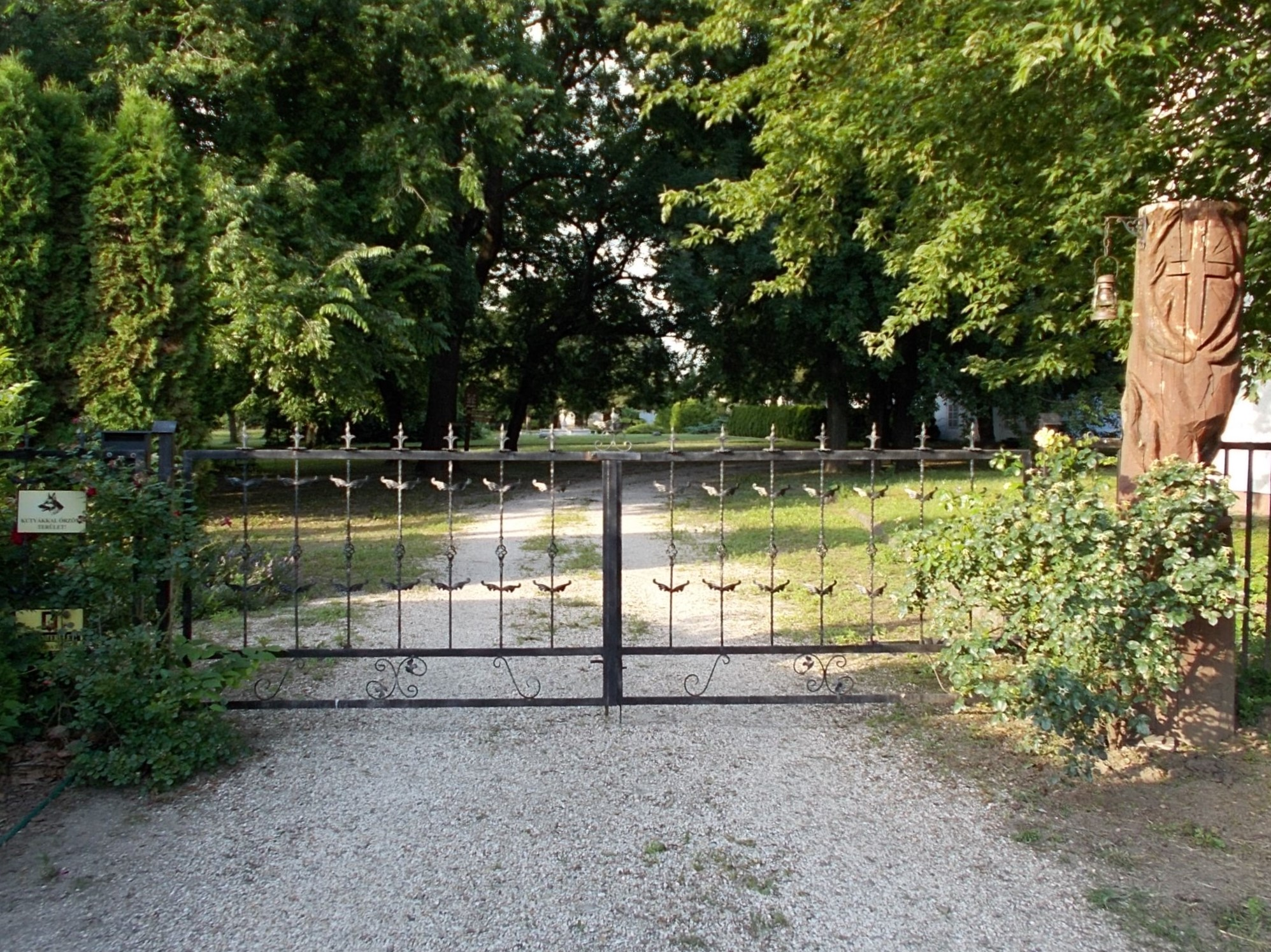
A park kapuja

## Története
Az épületegyüttest a Madách család építtette; tőlük vásárolta meg 1736-ban Grassalkovich I. Antal, a környező és Göd-pusztának nevezett birtokokkal együtt. A kúria lett a jelentős birtoktestet kezelő jószágigazgató székhelye és egyúttal vincellérház, ugyanis itt rakodták ki a hajókról grófoknak hozott borokat, hogy lovaskocsival szállítsák tovább a család gödöllői kastélyába. Az 1800-as években a Grassalkovich család gazdálkodása megfeneklett, az épületeket és a földterületeket haszonbérbe adták.
1851-ben egy csehországi arisztokrata volt a bérlő, majd az ingatlan Széchenyi István barátai: Sina György és Sina Simon bankárok „tulajdonába került”. Később a belga André Langrand-Dumonceau bankja felparcellázta a birtokot, aminek jelentős részét a kúriával együtt a kiegyezés után Nemeskéri Kiss Miklós vette meg.
Az udvarházban megfordult a korszak jó néhány történelmi személyisége, így:
- Ferenc József császár,
- Albert és József főhercegek,
- a korabeli arisztokrácia számos jeles alakja.

Az épületet 1944. december 9-én elkobozta a megszálló szovjet hadsereg. Közel egy évre itt rendezkedett be egy szovjet katonai parancsnokság; ezalatt a kúriát teljesen kifosztották, bútorzatát felprédálták. A szovjet katonák kiköltözése után az épület tágas belső tereit kisebb lakásokra szabdalták a betelepített családok számára. Az ingatlan később a gödi termelőszövetkezet tulajdonába került.
A II. világháború után fokozatosan lepusztult kúriát 1999-ben vásárolta meg egy helybéli vállalkozó, hogy a megfelelő felújítás után panziót és éttermet nyisson. A kúriában hosszú éveken át kiállítások és népszerű kulturális rendezvényeket, komoly- és könnyűzenei koncerteket tartottak. A vállalkozás azonban veszteségesnek bizonyult, ezért a kúriát a 2010-es évek közepén bezárták; azóta nem látogatható. További sorsa 2023-ban bizonytalan.

## Az épület
A klasszicista stílusú, L alaprajzú, földszintes építmény nyugati szárnyának a parkra néző oldalán négy oszlopos és két féloszlopos tornácot alakítottak ki, mellette a bejáratot is magában foglaló rizalittal. A lábazat nélküli oszlopok között fűzött vasrácsos ablakok nyílnak. A déli szárny délre néző oldalán kilenc toszkán oszloppal és két féloszloppal díszített ámbitus ad árnyas menedéket.
Valószínűsítik, hogy a kúria egykori melléképülete lehetett az a vele azonos telken (ugyancsak Nemeskéri-Kiss Miklós u. 33.) álló épület, amelyet szállodává alakítottak át. A szálló 2023-ban üzemel.

## Emléktábla
A kúria park felőli homlokzatán a gödi önkormányzat 2013-ban helyezte el Nemeskéri Kiss Miklós fémből készült emléktábláját, amelynél azóta minden év március 15-én megemlékeznek a szabadságharcról és annak ezredeséről.

## A park
Az ősfák között egy szökőkutat helyeztek el; ennek központi alakja, a szépen megformált „gödi Apolló” bronzöntvény valószínűleg a Belvederei Apollón sorozatban gyártott másolata, illetve utánérzése.

## Fordítás
- Ez a szócikk részben vagy egészben  a   Nová radnice (Praha) című cseh Wikipédia-szócikk ezen változatának fordításán alapul.  Az eredeti cikk szerkesztőit annak laptörténete sorolja fel. Ez a jelzés csupán a megfogalmazás eredetét és a szerzői jogokat jelzi, nem szolgál a cikkben szereplő információk forrásmegjelöléseként.